# Dresta
Dresta (* 5. Mai 1971 in Compton; bürgerlich Andre DeSean Wicker), auch genannt Dresta da Gangsta, ist ein US-amerikanischer Rapper.

## Leben
Dresta war ein Schläger, der in Los Angeles wegen Gewalttaten 1988 zu fünf Jahren Haft verurteilt wurde. Nach seiner Entlassung entdeckte Eazy E die Brüder. Er und sein jüngerer Bruder B. G. Knocc Out wurden im Jahr 1993 von dem Rapper Eazy-E aufgenommen. Der Titel der Single lautete ursprünglich Real Muthaphukkin G’s, wurde aber in Real Compton City G’s geändert, damit er in Radio und Fernsehen spielbar war. Der Rap sollte eine Antwort an Dr. Dre und Snoop Dogg (Diss) sein.

## Diskographie

### Alben
| Albuminformation |
| --- |
| Real Brothas - Veröffentlichung: 15. August 1995 - Label: Def Jam, Outburst Records - Singles: 50/50 Luv, Jealousy, D.P.G./K |
| Awbymyself - Veröffentlichung: 1. Januar 2010 - Label: It’s Poppin Entertainment                                             |